# Team Jumbo-Visma/2019
Deze pagina geeft een overzicht van de Jumbo-Visma-wielerploeg in 2019.

## Algemeen
Sponsors: Jumbo Supermarkten en Visma
Algemeen manager: Merijn Zeeman
Ploegleiders: Jan Boven, Addy Engels, Sierk Jan de Haan, Frans Maassen, Grischa Niermann, Nico Verhoeven
Fietsmerk: Bianchi

## Renners
| Naam                  | Geboortedatum | Nationaliteit    | Ploeg 2018               |
| --------------------- | ------------- | ---------------- | ------------------------ |
| Wout van Aert*        | 15-09-1994    | België           | Cibel-Cebon Offroad Team |
| George Bennett        | 07-04-1990    | Nieuw-Zeeland    |                          |
| Koen Bouwman          | 02-12-1993    | Nederland        |                          |
| Laurens De Plus       | 04-09-1995    | België           | Quick-Step Floors        |
| Floris De Tier        | 20-01-1992    | België           |                          |
| Pascal Eenkhoorn      | 08-02-1997    | Nederland        |                          |
| Jos van Emden         | 18-02-1985    | Nederland        |                          |
| Robert Gesink         | 31-05-1986    | Nederland        |                          |
| Dylan Groenewegen     | 21-06-1993    | Nederland        |                          |
| Lennard Hofstede      | 29-12-1994    | Nederland        | Team Sunweb              |
| Taco van der Hoorn    | 29-12-1994    | Nederland        | Roompot - Charles        |
| Amund Grøndahl Jansen | 11-02-1994    | Noorwegen        |                          |
| Steven Kruijswijk     | 07-06-1987    | Nederland        |                          |
| Sepp Kuss             | 13-09-1994    | Verenigde Staten |                          |
| Tom Leezer            | 26-12-1985    | Nederland        |                          |
| Bert-Jan Lindeman     | 16-06-1989    | Nederland        |                          |
| Paul Martens          | 26-10-1983    | Duitsland        |                          |
| Tony Martin           | 23-04-1985    | Duitsland        | Team Katusha - Alpecin   |
| Daan Olivier          | 24-11-1992    | Nederland        |                          |
| Danny van Poppel      | 26-07-1993    | Nederland        |                          |
| Neilson Powless       | 03-09-1996    | Verenigde Staten |                          |
| Primož Roglič         | 29-10-1989    | Slovenië         |                          |
| Timo Roosen           | 11-01-1993    | Nederland        |                          |
| Mike Teunissen        | 25-08-1992    | Nederland        | Team Sunweb              |
| Antwan Tolhoek        | 29-04-1994    | Nederland        |                          |
| Jonas Vingegaard      | 10-12-1996    | Denemarken       | ColoQuick-CULT           |
| Maarten Wynants       | 13-05-1982    | België           |                          |

* Sluit aan per maart 2019

### Vertrokken
| Naam             | Geboortedatum | Nationaliteit | Ploeg 2019             |
| ---------------- | ------------- | ------------- | ---------------------- |
| Enrico Battaglin | 17-11-1989    | Italië        | Team Katjoesja Alpecin |
| Lars Boom        | 30-12-1985    | Nederland     | Roompot-Charles        |
| Stef Clement     | 24-09-1982    | Nederland     | gestopt                |
| Gijs Van Hoecke  | 12-11-1991    | België        | CCC Team               |
| Bram Tankink     | 03-12-1978    | Nederland     | gestopt                |
| Robert Wagner    | 17-04-1983    | Duitsland     | Arkéa Samsic           |

## Overwinningen
| Ronde van Valencia 5e etappe: Dylan Groenewegen Ronde van de Algarve 4e etappe: Dylan Groenewegen UAE Tour 1e etappe (ploegentijdrit): *1) 6e etappe Primož Roglič Eindklassement: Primož Roglič Parijs-Nice 1e etappe: Dylan Groenewegen 2e etappe: Dylan Groenewegen Tirreno-Adriatico Eindklassement: Primož Roglič Driedaagse Brugge-De Panne Dylan Groenewegen Ronde van Romandië 1e etappe: Primož Roglič 4e etappe: Primož Roglič 5e etappe: Primož Roglič Eindklassement: Primož Roglič Puntenklassement: Primož Roglič Vierdaagse van Duinkerke 1e etappe: Dylan Groenewegen 2e etappe: Dylan Groenewegen 3e etappe: Dylan Groenewegen 5e etappe: Mike Teunissen 6e etappe: Mike Teunissen Eindklassement: Mike Teunissen Sprintklassement: Mike Teunissen | Hammer Series Stavanger Klimwedstrijd: *2) Eindklassement: *3) Ronde van Italië 1e etappe (ITT): Primož Roglič 9e etappe (ITT): Primož Roglič Critérium du Dauphiné 4e etappe (ITT): Wout van Aert 5e etappe: Wout van Aert Puntenklassement: Wout van Aert Ster ZLM Toer Proloog: Jos van Emden 1e etappe: Dylan Groenewegen 2e etappe: Dylan Groenewegen 3e etappe: Amund Grøndahl Jansen Eindklassement: Mike Teunissen Puntenklassement: Dylan Groenewegen Ploegenklassement: *4) Ronde van Zwitserland 6e etappe: Antwan Tolhoek Ronde van Frankrijk 1e etappe: Mike Teunissen 2e etappe (ploegentijdrit): *5) 7e etappe: Dylan Groenewegen 10e etappe: Wout van Aert Ronde van Polen 6e etappe: Jonas Vingegaard BinckBank Tour Eindklassement: Laurens De Plus | Ronde van Spanje 10 etappe: Primož Roglič 15e etappe: Sepp Kuss Eindklassement: Primož Roglič Puntenklassement: Primož Roglič Ronde van Groot-Brittannië 1e etappe: Dylan Groenewegen 3e etappe: Dylan Groenewegen 5e etappe: Dylan Groenewegen Ronde van Emilia Primož Roglič Ronde van de Drie Valleien Primož Roglič Tacx Pro Classic Dylan Groenewegen Chrono des Nations Jos van Emden Nationale kampioenschappen wielrennen België - tijdrit: Wout van Aert Duitsland - tijdrit: Tony Martin Nederland - tijdrit: Jos van Emden Noorwegen - wegwedstrijd: Amund Grøndahl Jansen |

*1) Ploeg UAE Tour: Bouwman, De Plus, Van Emden, Leezer, Martens, Martin, Roglič
*2) Ploeg Hammer Series Stavanger: Eenkhoorn, Jansen, Teunissen, Vingegaard, Wynants
*3) Ploeg Hammer Series Stavanger: Eenkhoorn, Groenewegen, Jansen, Teunissen, Vingegaard, Wynants
*4) Ploeg Ster ZLM Toer: Groenewegen, Jansen, Leezer, Martin, Teunissen, Van Emden, Wynants
*5) Ploeg Ronde van Frankrijk: Bennett, De Plus, Groenewegen, Jansen, Kruijswijk, Martin, Teunissen, Van Aert
Mannen: 1984 · 1985 · 1986 · 1987 · 1988 · 1989 · 1990 · 1991 · 1992 · 1993 · 1994 · 1995 · 1996 · 1997 · 1998 · 1999 · 2000 · 2001 · 2002 · 2003 · 2004 · 2005 · 2006 · 2007 · 2008 · 2009 · 2010 · 2011 · 2012 · 2013 · 2014 · 2015 · 2016 · 2017 · 2018 · 2019 · 2020 · 2021 · 2022 · 2023 · 2024 · 2025
Lijst van alle renners
Vrouwen: 2021 · 2022 · 2023 · 2024 · 2025
AG2R-La Mondiale · Astana Pro Team · Bahrain-Merida · BORA-hansgrohe · CCC Team · Deceuninck–Quick-Step · EF Education First · Groupama-FDJ · Lotto Soudal · Mitchelton-Scott · Movistar Team · Team Dimension Data · Team Jumbo-Visma · Team Katjoesja Alpecin · Team INEOS (Team Sky) · Team Sunweb · Trek-Segafredo · UAE Team Emirates